# エンルム岬
エンルム岬（エンルムみさき）は、北海道様似郡様似町にある岬の名称である（アポイ岳世界ジオパーク 様似海岸エリア Geological Site C3）。 

## 呼称
エンルㇺとはアイヌ語で「岬」という意味であり、様似川の河口東岸の所から島のような岬が伸びていて、そこが「エンルム」と呼ばれている。 エンルム岬は直訳すると「岬岬」ということになる。 地名の由来は、アイヌ語の「エンルㇺ(enrum)」（岬）または「エㇽムン（ermun）」（ネズミ）などがある。

## 歴史

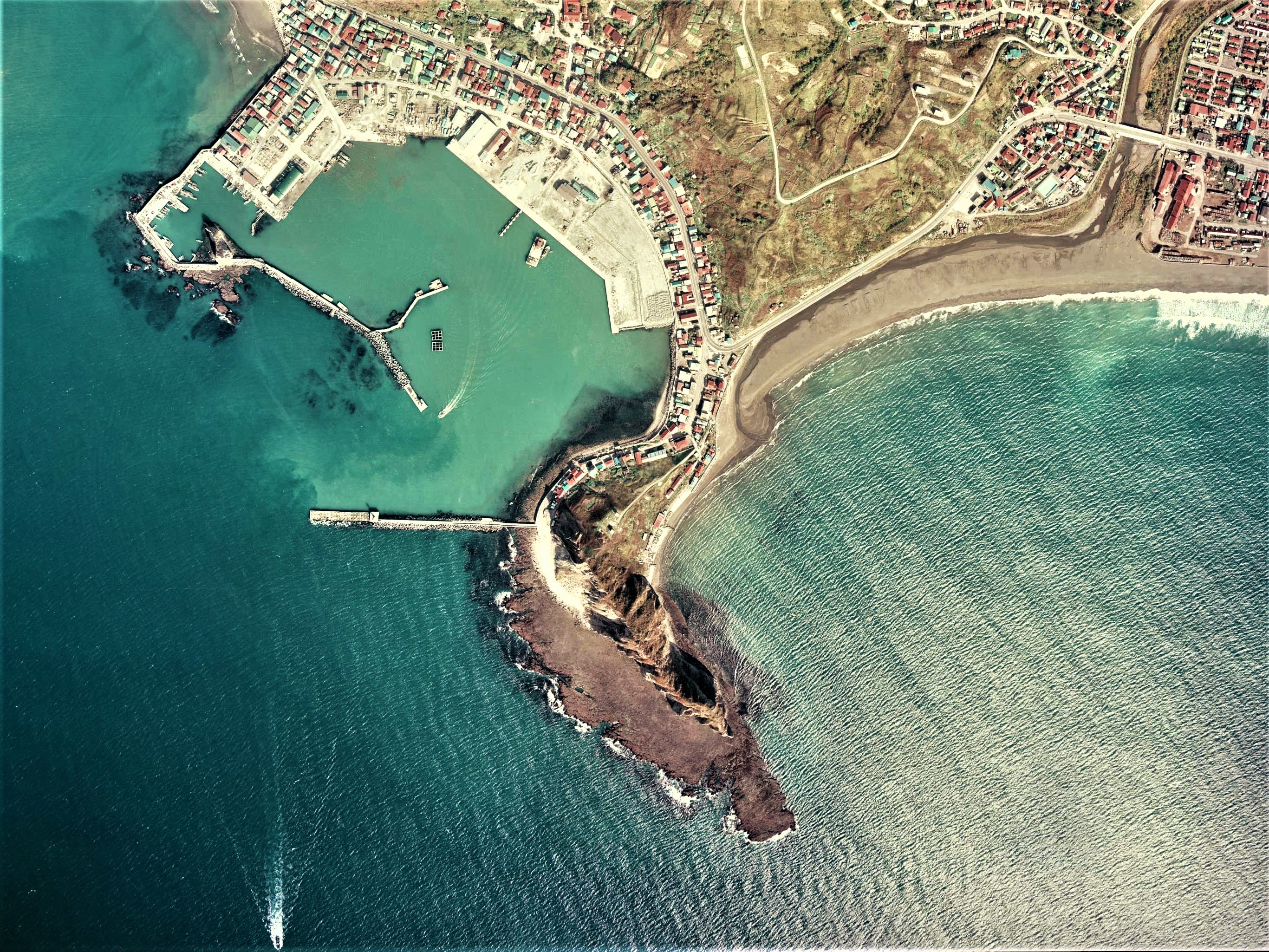
エンルム岬周辺の空中写真。
1978年10月15日撮影

エンルム岬にある「会所町エンルム岬遺跡」は、擦文式土器が出土している。また、アイヌ伝説も複数あり、代表的なもので「エンルム岬のクジラ」や「エンルムの白狐」や「様似エンルムの悪酋長」がある。
江戸時代には、会所が岬の麓に置かれ文化の中心を成した。また、岬中腹に木砲台2基が置かれ、「観音堂」「船魂社」「稲荷社」からなるエンルム三社が文化年間に建立された。

## 地質
エンルム岬は、過去には独立した島であったが、砂州の形成により繋がり、現在は陸繋島となっている。塩釜トンネルからローソク岩、親子岩、ソビラ岩を経てエンルム岬が一直線に並んでいる。これらは同じ地質から構成されており、元々は一続きの大規模な岩脈を構成していたと考えられる。西側から見上げるときれいな節理が見られるが、これはマグマが冷えて固まる時にできたもので、一連の岩脈全体は様似ヒン岩岩脈 と名付けられた火成岩から構成されている。地層の割れ目にマグマが入り込み、大地が隆起する過程で風雨や波によって柔らかい地層(堆積岩)が削られ、固い火成岩が残った。この火成岩がさらに部分的に崩れ、現在のようないくつかの山、島、陸繋島となっている。日高の海岸でヒン岩は少ない。

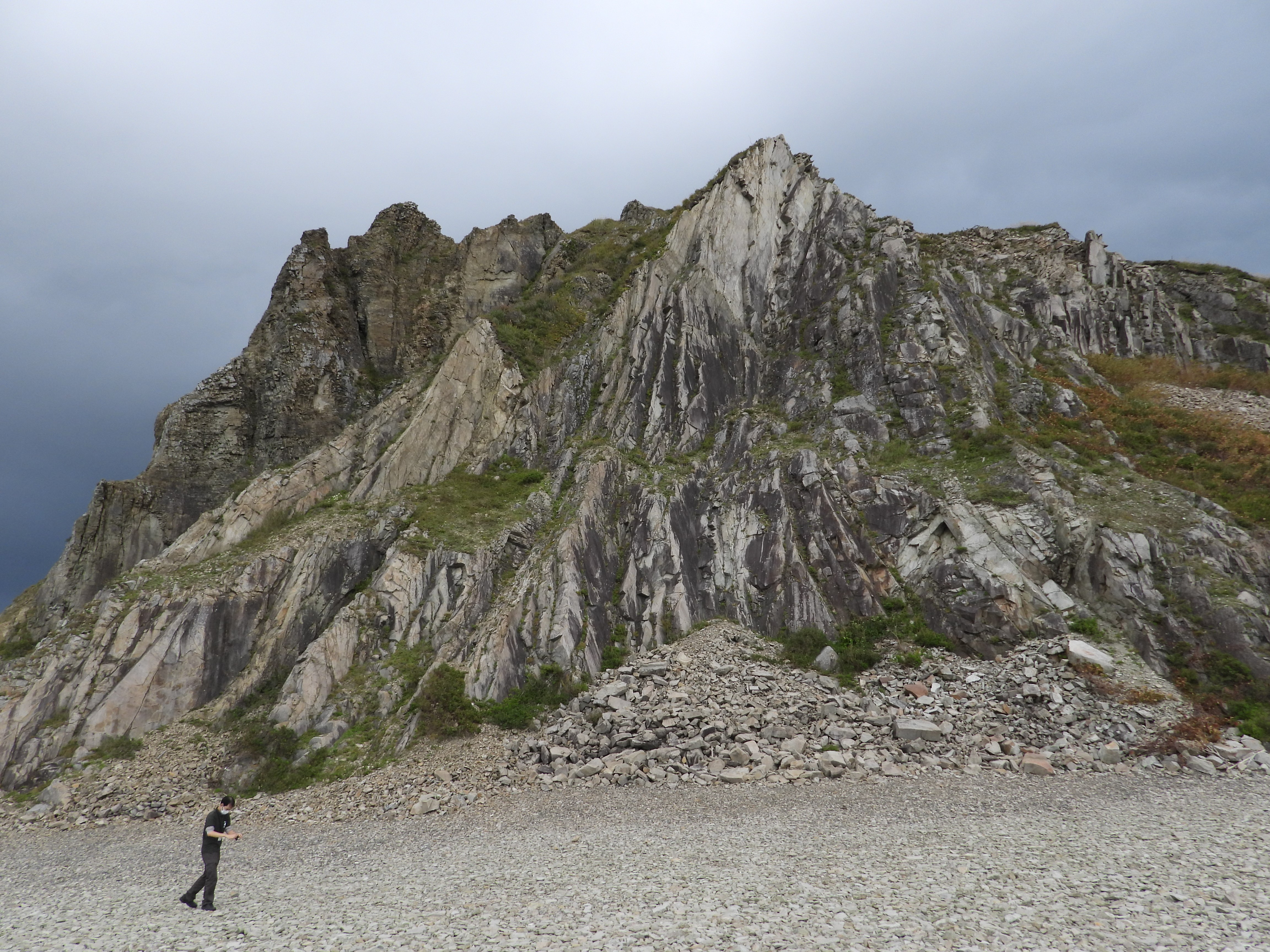
エンルム岬の節理